# Szűzföldi járás

A Szűzföldi járás Kalmükföldön

A Szűzföldi járás (oroszul Целинный муниципальный район, kalmük nyelven Целинн район) Oroszország egyik járása Kalmükföldön. Székhelye Troickoje.

## Népesség
- 1989-ben 22 384 lakosa volt, melynek 45%-a kalmük, 37,8%-a orosz, 5,7%-a dargin, 4,7%-a csecsen, 0,3%-a kazah.
- 2002-ben 19 090 lakosa volt, melynek 53,1%-a kalmük, 35,7%-a orosz, 3,5%-a dargin, 3,5%-a csecsen, 1%-a ukrán, 0,2%-a kazah, 0,2%-a német.
- 2010-ben 20 051 lakosa volt, melyből 11 814 kalmük (59%), 6 413 orosz (32%), 659 dargin (3,3%), 357 csecsen (1,8%), 118 ukrán, 84 kazah, 50 tatár, 49 avar, 49 fehérorosz, 38 örmény, 37 lezg, 33 koreai, 23 azeri, 23 német, 21 karacsáj, 16 mari, 13 tadzsik, 13 üzbég, 12 csuvas, 12 oszét, 11 baskír, 11 moldáv, 10 grúz stb.